# 浦上雄次
浦上 雄次（うらがみ ゆうじ、SUJI TAP、1976年2月22日 - ）は日本のタップダンサー。熊本県出身。

## 来歴・人物
16歳から小原朋浩にソウルダンスを学び、熊本のダンスチーム「DEE-LITE」のメンバーとして活動後、19歳で上京。数々のダンスイベントやコンテストに出演。
「STAX GROOVE」「SYMBOL-ISM」として活動する傍ら、24歳で「Higuchi Dance Studio」に入門、タップダンサーのHIDEBOHに師事。
2001年、HIDEBOH主宰のリズムパフォーマンスグループ「THE STRiPES」のメンバーとなり、2003年には北野武監督作品「座頭市」に出演、タップダンサーとしての活動が主体となっていく。
2006年、グループを脱退してソロ活動をスタート、国内及び海外でタップダンス公演やワークショップを行う。
2007年、陣内孝則監督作品「スマイル 聖夜の奇跡」のタップシーンの振り付けを担当。

同年8月より、タップジャムセッションイベント「足音」を開始。（2015年5月終了）
2012年、「シカゴタップフェスティバル」に講師、パフォーマーとしてゲスト参加。
同年、SONY社製スマートフォン「Xperia」のTVCM「三味線×タップダンス」篇に、津軽三味線奏者のはなわちえと共に出演。
2014年、「billboard LIVE」初の試みとなるダンス・ショーケース・ライブ「DANCER'S PREMIUM」主演。

同年、熊本市国際交流会館20周年記念イベントに、熊本出身の国際人として招かれている。
東日本大震災復興支援チャリティータップチーム「Power of Tap」の代表でもある。
2023年8月6日の勝山市議会議員選挙に出馬し、得票数1078票で初当選を果たした。

## 出演

### 映画
- 北野武監督作品 「座頭市」 2003年（出演）
- 北野武監督作品 「TAKESHIS'」 2005年（出演）
- 星ガ丘ワンダーランド（2016年ファントム・フィルム） - タップダンスの男 役[7]

### 舞台
- ブロードウェイ・ミュージカル「ノイズ＆ファンク」　2003年（オープニングアクト）
- Chicago Human Rhythm Project 15周年記念フェスティバル　2005年
- 台北タップフェスティバル 07[8] 2007年（ゲスト出演）
- レナード衛藤ブレンドラムス ヨーロッパツアー　2009年 (ケルン[日本デー])、デュッセルドルフ(ドイツ)、ツーク(スイス)、ローマ(イタリア))
- レナード衛藤ブレンドラムス「イタリア　スポレートフェスティバル」　2010年
- レナード衛藤ブレンドラムス「スペインツアー」　2010年(8公演) (マドリード白夜祭、バジャドリード、アルコベンダス、サマランカ、バレンシア、サラゴサ、バルセロナ・アジアフェスティバル)
- 香港タップフェスティバル　2011年(ゲスト出演)
- シカゴタップフェスティバル　2012年（ゲスト出演）
- 東京インターナショナルタップフェスティバル2013　2013年
- billboardLIVE東京「DANCER’S PREMIUM」　2014年
- WORLD WIDE SUMMER PARTY2014[9][10]　2014年

### CM
- SONYスマートフォン「Xperia」三味線×タップダンス篇　2012年
- SUZUKI「KARIMUN WAGONR GS」第22回インドネシア国際モーターショウ限定CM　2014年
- UNIQLO「サマーパンツ」TANPAN!篇　2015年